# نوکاردیا
نوکاردیا نام یک جنس از باکتری‌ها می‌باشد که به سختی با رنگ‌آمیزی گرم به صورت گرم مثبت در می‌آید. نوکاردیا کاتالاز مثبت و به شکل باسیل می‌باشد. نوکاردیا اسیدفست نسبی است و به خاطر فیلامنت‌هایش، ظاهری قارچ مانند دارد (اما در اصل باکتری است). نوکاردیا ۸۵ گونه دارد که برخی غیر بیماری‌زا و برخی بیماری‌زا و عامل بیماری نوکاردیوز هستند. نوکاردیاها در همه جای دنیا در خاک‌های غنی از مواد آلی حضور دارند. همچنین در لثه افراد سالم نیز به عنوان همزیست زندگی می‌کنند. بیماری‌زایی آن‌ها بر اثر تنفس نوکاردیا یا ورودشان به بدن از طریق تروما است.